# شهرستان استوکس (کارولینای شمالی)
شهرستان استوکس، کارولینای شمالی (به انگلیسی: Stokes County, North Carolina) یک سکونتگاه مسکونی در ایالات متحده آمریکا است که در کارولینای شمالی واقع شده‌است.

## خصوصیات
شهرستان استوکس ۱٬۱۸۱٫۰۴ کیلومترمربع مساحت دارد.